# Sequenziamento bisolfito dell'intero genoma
Con il termine sequenziamento bisolfito dell'intero genoma, in lingua inglese Whole genome bisulfite sequencing (WGBS), si indica una tecnica di biologia molecolare che permette di determinare lo stato di metilazione di un intero genoma a livello di singole citosine. Tale tecnica si basa sul trattamento del DNA di interesse con sodio bisolfito, seguito da sequenziamento di prossima generazione (Next Generation Sequencing, NGS). In particolare, il sodio bisolfito è un composto chimico in grado di deaminare le citosine non metilate in uracili, i quali sono in seguito convertiti in timine. Al contrario, le citosine metilate non vengono convertite, risultando alla fine della reazione citosine. In seguito è possibile determinare l’esatta posizione genomica delle citosine metilate confrontando la sequenza del campione trattato con sodio bisolfito con quella dello stesso campione non trattato (o più spesso con la sequenza del genoma di riferimento disponibile per una data specie).

## Metodologia

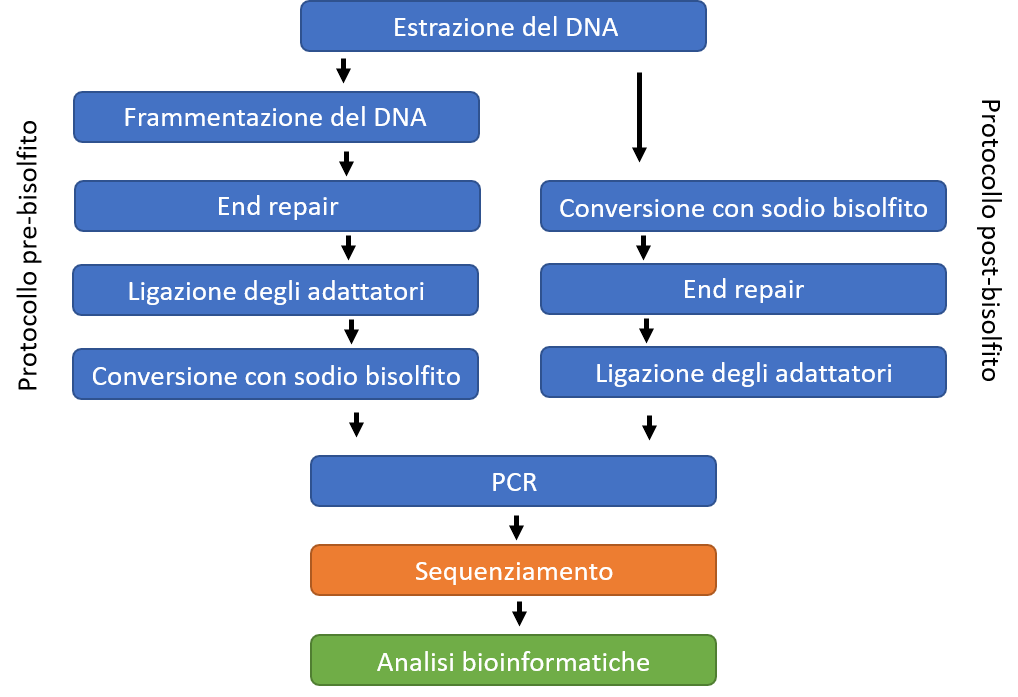
Fig. 1: diagramma di flusso degli step principali della metodologia WGBS. Blu: preparazione della library, con protocollo pre-bisolfito (sinistra) e protocollo post-bisolfito (destra); arancione: sequenziamento; verde: analisi bioinformatiche.

La preparazione della library per l’analisi WGBS può essere effettuata utilizzando diverse varianti. In generale si distinguono protocolli pre- e post-bisolfito. Entrambi prevedono come step iniziale l’estrazione del DNA di interesse; in seguito, tali protocolli si differenziano per il momento in cui viene effettuato il trattamento con sodio bisolfito: nel protocollo pre-bisolfito avviene dapprima la frammentazione del DNA, seguita da end repair e da ligazione degli oligonucleotidi adattatori, mentre nel protocollo post-bisolfito la conversione con sodio bisolfito viene effettuata subito dopo l’estrazione del DNA (Fig. 1). Entrambi i protocolli prevedono in seguito uno step di PCR, seguita da step di sequenziamento e analisi bioinformatiche. 

## Applicazioni
Grazie alla diminuzione dei costi del Next Generation Sequencing, la tecnica WGBS sta diventando sempre più accessibile sia per la ricerca di base, sia clinica.